# Secció d'handbol del Futbol Club Barcelona
La secció d'handbol del Futbol Club Barcelona va ser creada el 29 de novembre de 1942 i actualment és l'equip que acumula més títols de tot Europa i el club més llorejat del món en handbol. El FC Barcelona d'handbol té tots els grans títols oficials que es disputen en el món de l'handbol. La seva època daurada la va viure en els anys 90 quan, sota la batuta de l'entrenador Valero Rivera, va triomfar durant diversos anys en totes les competicions en què va participar, incloses cinc copes d'Europa consecutives, entre els anys 1996 i 2000. Aquest equip va ser batejat com el "Dream Team" de l'handbol a tot Europa.
L'handbol blaugrana és la secció amb més jugadors que han aconseguit medalla als Jocs Olímpics, atès que fins als Jocs de Tòquio 2020 un total de 38 jugadors de la secció han assolit medalles olímpiques.
El pavelló on juga el FC Barcelona és el Palau Blaugrana, amb capacitat per a 8.250 espectadors.

## Història
Tot i que ja fou creada oficiosament l'any 1932 amb partits de caràcter amistós, la constitució oficial fou el 29 de novembre de 1942 pels directius Joan Padró i Josep Tost. La primera modalitat practicada fou l'handbol a onze, jugada en camps de futbol on el Barça aconseguí importants triomfs. Als anys 50 van conviure les modalitats a onze i la nova versió d'handbol a set, que provenia dels països del nord i es practicava en pavellons o recintes més petits. Finalment la modalitat a set s'imposà. No fou fins a la temporada 1968-69 que el club guanyà la primera lliga de la modalitat. A poc a poc es va anar convertint en el millor club espanyol de l'esport, i amb l'arribada de Valero Rivera a la banqueta passà a ser el primer club del món a nivell de títols aconseguits. Les cinc Copes d'Europa aconseguides entre el 1996 i el 2000 en són el màxim exponent.
El 2005 i 2011 va tornar a coronar-se com el millor equip europeu en conquerir la seva setena i vuitena Copa d'Europa respectivament. Després de guanyar el Campionat del Món de Clubs d'handbol l'any 2013 va assolir tot el palmarès de l'handbol mundial.
La temporada 2013/14 per primera vegada en la seva història, el Barça d'handbol finalitza la Lliga Asobal guanyant tots els partits (30 triomfs en 30 partits). A més de finalitzar invictes la competició, els blaugranes fan un nou rècord de gols de la Lliga Asobal (1.146).
L'any 2014, el Barça de Xavi Pascual es va adjudicar la SuperGlobe de nou, el campionat del món de Clubs d'handbol, per segon any consecutiu. El 2015 guanyà la seva novena Copa d'Europa contra l'MKB Veszprém. La temporada 2014/2015 els blaugranes van aconseguir guanyar els set títols en joc de la temporada (Copa d'Europa, Lliga Asobal, Mundial de Clubs, Supercopa de Catalunya, Supercopa Asobal, Copa Asobal i Copa del Rei). Aquesta fita històrica només l'havia aconseguit l'equip de Valero Rivera la temporada 1999/2000, si bé llavors es jugava la Supercopa d'Europa, en lloc del Mundial de Clubs.
L'any 2017 el Barça es va tornar a proclamar campió de la Super Globe a Doha, després de guanyar el Füchse Berlín a la final per 25-29, que va suposar el tercer títol del Barça en aquesta competició. L'any 2018 l'equip va ser campió per segon any consecutiu de la Super Globe després de superar el mateix equip alemany de l'any anterior. Amb aquest triomf, va assolir la quarta Super Globe de la història blaugrana. L'any 2019, el conjunt blaugrana va guanyar de nou la Super Globe, la cinquena del seu palmarès, i va sumar el tercer títol consecutiu després de vencer el Kiel per 32 a 34.
La temporada 2020-21 els culers guanyen la desena Copa d'Europa i sumen sis títols de sis possibles: Supercopa de Catalunya, Supercopa d'Espanya, Copa del Rei, Lliga Sacyr ASOBAL, Copa Asobal i la Copa d'Europa. A més, no només van guanyar els sis títols, sinó que ho van fer sense empatar o perdre cap partit, amb 61 victòries en 61 partits a totes les competicions, i un ple absolut de triomfs: 34 a la Lliga, 20 a la Champions, tres a la Copa del Rei, dos a la Copa Asobal, un a la Supercopa de Catalunya i un a la Supercopa d'Espanya. Al final d'aquesta temporada el tècnic Xavier Pascual va finalitzar la seva etapa, que havia iniciat al febrer de l'any 2009, després de guanyar 61 títols, i deixava de ser el míster del primer equip d'handbol blaugrana. El club va anunciar que Carlos Ortega seria el nou tècnic del FC Barcelona d'handbol durant les tres properes temporades. El nou entrenador fou presentat oficialment el 17 d'agost de 2021.
La temporada 2021-22, després de l'aconseguit la temporada anterior, els blaugrana certifiquen un nou sextet, on l'únic títol que es va escapar va ser la Super Globe a l'octubre. Els barcelonistes van guanyar en aquesta temporada la Supercopa d'Espanya, la Supercopa de Catalunya, la Copa del Rei, la Lliga Sacyr ASOBAL, la Copa Sacyr ASOBAL i finalment, la Champions. L'equip finalitza la temporada guanyant l'11a Champions de la història blaugrana. El Barça revalida el títol a Colònia, és el primer equip que guanya dos anys seguits amb el nou format de final four, i amplia el seu domini en el palmarès històric de la Champions League d'handbol.
- Plantilles de temporades anteriors:
  - Plantilla de la temporada 2017-2018
  - Plantilla de la temporada 2016-2017
  - Plantilla de la temporada 2013-2014
  - Plantilla de la temporada 2012-2013
  - Plantilla de la temporada 2011-2012
  - Plantilla de la temporada 2010-2011
  - Plantilla de la temporada 2009-2010
  - Plantilla de la temporada 2008-2009
  - Plantilla de la temporada 2007-2008
  - Plantilla de la temporada 2006-2007
  - Plantilla de la temporada 2005-2006

### Números retirats

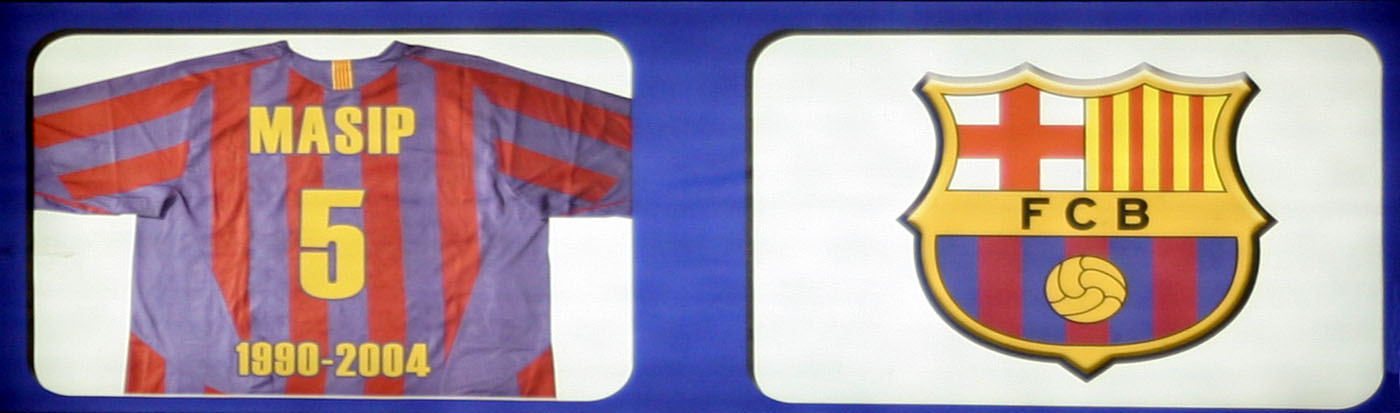
La samarreta retirada d'Enric Masip al Hall of Fame del Palau Blaugrana.

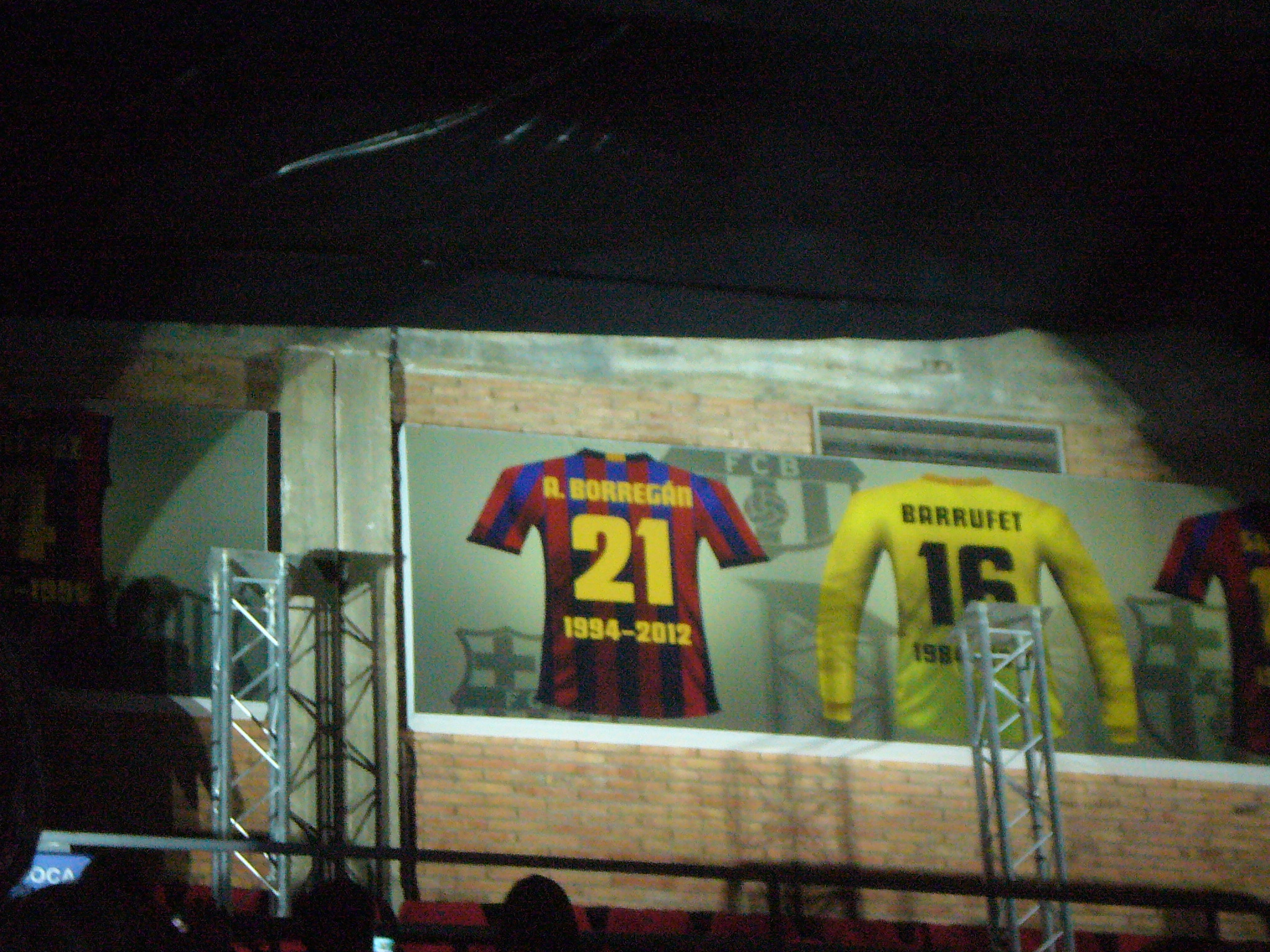
La samarreta retirada de David Barrufet, amb el dorsal 16, al Palau Blaugrana.

- 2 Òscar Grau, P, 1984–1995
- 4 Xavier O'Callaghan, C, 1990–2005
- 5 Enric Masip, L, 1990–2004
- 7 Iñaki Urdangarín, L, 1986–2000
- 8 Víctor Tomás, E, 2003–2020
- 14 Joan Sagalés, E, 1977–1991
- 16 David Barrufet, P, 1988–2010

## Palmarès

### Handbol a onze (18)

#### Competicions estatals (6)
- -  6 Campionats d'Espanya: (1944-45, 1945-46, 1946-47, 1948-49, 1950-51, 1956-57)

#### Competicions nacionals (12)
- -  10 Campionats de Catalunya: (1944, 1945, 1946, 1947, 1949, 1951, 1954, 1955, 1957, 1958)

### Handbol a set (172)

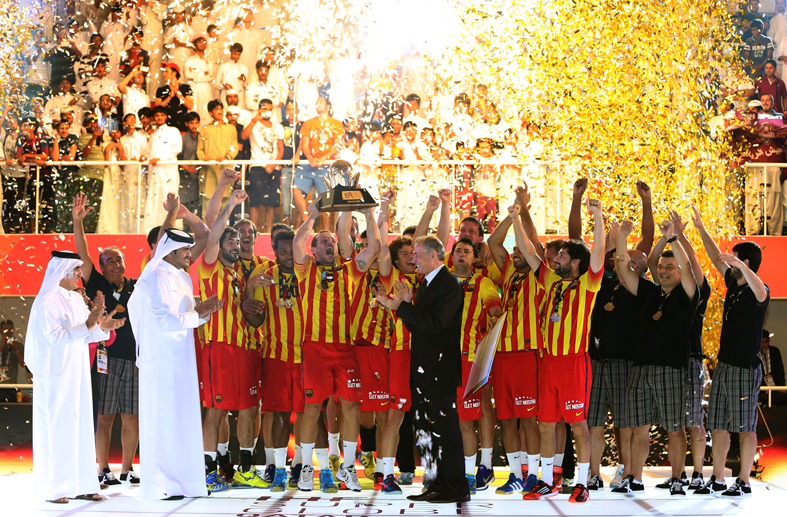
Celebració del campionat al Campionat del Món de clubs 2013

#### Competicions internacionals (31)
- - 12 Copes d'Europa (1990-1991, 1995-1996, 1996-1997, 1997-1998,1998-1999, 1999-2000, 2004-2005, 2010-2011, 2014-2015, 2020-21, 2021-22, 2023-24)
  - 5 Campionats del Món de Clubs (2013,[21][22] 2014, 2017, 2018, 2019)
  - 5 Recopes d'Europa (1983-1984, 1984-1985, 1985-1986, 1993-1994, 1994-1995)
  - 1 Copa EHF (2002-2003)
  - 5 Supercopes d'Europa (1996, 1998, 1999, 2003, 2004)
  - 3 Supercopes Ibèrica (2022-2023, 2023-2024, 2024-2025)

#### Competicions estatals (105)
- - 32 Lligues espanyoles / Lligues ASOBAL (1968-1969, 1972-1973, 1979-1980, 1981-1982, 1985-1986, 1987-1988, 1988-1989, 1989-1990, 1990-1991, 1991-1992, 1995-1996, 1996-1997, 1997-1998, 1998-1999, 1999-2000, 2002-2003, 2005-2006, 2010-2011, 2011-2012, 2012-2013, 2013-2014, 2014-2015, 2015-2016, 2016-17, 2017-18, 2018-19, 2019-20, 2020-21, 2021-22, 2022-23, 2023-24, 2024-25)
  - 29 Copes del Rei (1968-1969, 1971-1972, 1972-1973, 1982-1983,1983-1984, 1984-1985, 1987-1988, 1989-1990,1992-1993, 1993-1994, 1996-1997, 1997-1998,1999-2000, 2003-2004, 2007, 2009, 2010, 2013-2014, 2014-2015,2015-2016, 2016-17, 2017-18, 2018-19, 2019-20, 2020-21, 2021-22, 2022-23, 2023-24, 2024-25)
  - 18 Copes ASOBAL (1994-1995, 1995-1996, 1999-2000, 2000-2001, 2001-2002, 2009-2010, 2011-2012, 2012-2013, 2013-2014, 2014-2015, 2015-2016, 2016-2017, 2017-18, 2018-19, 2019-20, 2020-21, 2021-22, 2022-23)
  - 24 Supercopes d'Espanya (1986-87, 1988-89, 1989-90, 1990-91, 1991-92, 1993-94, 1996-97, 1997-98, 1999-00, 2000-01, 2003-04, 2006-07, 2008-09, 2009-10, 2012-13, 2013-14, 2014-15, 2015-16, 2016-17, 2017-18, 2018-19, 2019-20, 2020-21, 2021-22)
  - 2 Copes d'Espanya (2023-24, 2024-25)

#### Competicions nacionals (36)
- - 12 Lligues Catalanes: (1981-82, 1982-83, 1983-84, 1984-85, 1986-87, 1987-88, 1990-91, 1991-92, 1992-93, 1993-94, 1994-95, 1996-97)
  - 12 Lligues dels Pirineus: (1997, 1998, 1999, 2000, 2001, 2003, 2005, 2006, 2007, 2009, 2010, 2011)
  - 12 Supercopes de Catalunya: (2012, 2014, 2015, 2016, 2017, 2018, 2019, 2020, 2021, 2022, 2023, 2024)

## Jugadors destacats
Des de 1940
- Joan Barbany
- José Antonio Cabrera

Des de 1960
- Juan Morera

Des de 1970
- Valero Rivera
- Fernando de Andrés
- José Manuel Tauré
- Josep Perramon
- Francesc López-Balcells
- Vicente Calabuig
- José Luís Sagarribay

Des de 1980
- Eugeni Serrano
- Joan Sagalés
- Òscar Grau
- Erhard Wunderlich
- Javier Cabanas
- Petrit Fejzullahu
- Papitu
- Julián López
- Veselin Vujović
- Veselin Vukovic
- Milan Kalina
- Joan-Fèlix Martínez
- Juan José Uria
- Miguel Herrero

Des de 1990
- David Barrufet
- Iñaki Urdangarín
- Enric Masip
- Lorenzo Rico
- Mateo Garralda
- Thomas Svensson
- Rafael Guijosa
- Fernando Barbeito
- Antonio Carlos Ortega
- Bogdan Wenta
- Andrí Xepkin
- Alexandru Dedu
- Xavier O'Callahan
- Patrik Čavar

Des de 2000
- Christian Schwarzer
- Iker Romero
- Laszlo Nagy
- Dejan Perić
- Jerome Fernández
- Alberto Entrerríos
- Juanín García
- Dragan Skrbic
- Rubén Garabaya
- Demetrio Lozano
- Víctor Tomás
- Albert Rocas
- Kasper Hvidt
- Siarhei Rutenka

## Entrenadors destacats
- Sergi Petit, Valero Rivera, Xesco Espar, Manolo Cadenas, Xavi Pascual

## Penyes
- P.B.B. Meritxell
- Sang Culé